# The Man from Snowy River
The Man from Snowy River – poemat australijskiego poety Andrew Bartona "Banjo" Patersona, znanego jako autor wiersza Waltzing Matilda, opublikowany w czasopiśmie The Bulletin, 26 kwietnia 1890, a następnie włączony jako utwór tytułowy do tomiku The Man from Snowy River and Other Verses, wydanego w 1895. Utwór jest napisany przy użyciu strofy ośmiowersowej. Metrum jest trocheiczne.
There was movement at the station, for the word had passed around
That the colt from old Regret had got away,
And had joined the wild bush horses - he was worth a thousand pound,
So all the cracks had gathered to the fray.
All the tried and noted riders from the stations near and far
Had mustered at the homestead overnight,
For the bushmen love hard riding where the wild bush horses are,
And the stockhorse snuffs the battle with delight.
Utwór opowiada o obławie na drogiego konia, który uciekł z zagrody. Do udziału w nagonce zgłasza się wielu jeźdźców, ale tylko jeden osiąga cel. Tematem poematu jest osobista odwaga i doświadczenie trapera. Przypuszczalnie poeta ukształtował głównego bohatera na wzór Jacka Rileya z Corryong, jednak możliwe, że postać jest syntezą większej liczby osób. Poemat jest (obok Waltzing Matilda) najpopularniejszym utworem Patersona. Jest również jednym z najsławniejszych australijskich dzieł poetyckich. Zainspirował filmy The Man from Snowy River i Return to Snowy River, jak też serial telewizyjny Snowy River: The MacGregor Saga.